# Chrysopathes gracilis
Chrysopathes gracilis is een Antipathariasoort uit de familie van de Cladopathidae. De wetenschappelijke naam van de soort is voor het eerst geldig gepubliceerd in 2005 door Opresko.